# モーリス・サルファティ
モーリス・サルファティ（Maurice Sarfati、1931年6月24日 - 2013年11月14日 ）は、フランスの俳優、声優である。フランスで放映されたテレビアニメ『シティーハンター』での悪役の吹替えで知られる。

## 人物・来歴
1931年（昭和7年）6月24日に生まれる。
1951年（昭和26年）、19歳のときに『神が彼に言った!』（Dieu le savait!）で演劇界にデビュー、1953年（昭和58年）、21歳のときにジャン・グールゲ監督の『秘密の母性』で映画界にデビューした。
1970年代には、フランスでのテレビ放映時の外国語映画の吹替え声優として活躍、当時の代表作に『タクシードライバー』のトラヴィス役、『レイジング・ブル』のジェイク・ラモッタ役等があり、ロバート・デ・ニーロを得意とした。1980年代には、おもにテレビ映画に出演した。
1990年（平成2年）にフランスのテレビ局TF1で、『ニッキー・ラルソン』（Nicky Larson）のタイトルで放送を開始した日本のテレビアニメ『シティーハンター』で、悪役を演じ分けた。
2010年（平成22年）公開のジャン＝リュック・ゴダールの映画『ゴダール・ソシアリスム』に出演している。

## おもな出演作品
- 『秘密の母性』 Maternité clandestine 監督ジャン・グールゲ、1953年
- 『洪水の前』 Avant le deluge 監督アンドレ・カイヤット、1954年
- 『われら巴里ッ子』 L'air de Paris 監督マルセル・カルネ、1954年
- 『ノートルダムのせむし男』 Notre Dame de Paris 監督ジャン・ドラノワ、1956年
- 『河は呼んでいる』 L'eau vive 監督フランソワ・ヴィリアーズ、1958年
- 『殺人鬼に罠をかけろ』 Maigret tend un piege 監督ジャン・ドラノワ、1958年
- 『旅』 The Journey 監督アナトール・リトヴァク、1959年
- 『名誉と栄光のためでなく』 Lost Command 監督マーク・ロブソン、1966年
- 『華麗なる盗みのテクニック・女怪盗は美女』 La louve solitaire 監督エドゥアール・ロジュロー、1968年
- 『シラノ・ド・ベルジュラック』 Cyrano de Bergerac 監督ジャン＝ポール・ラプノー、1990年
- 『ゴダール・ソシアリスム』、監督ジャン＝リュック・ゴダール、2010年

## 註
1. 1 2 3 4  fr:Maurice Sarfati（12 juin 2009 à 14:04）の記述を参照。
2. ↑  Internet Movie Databaseの「Maurice Sarfati」の項、およびワイルド・バンチによる公式サイト「Socialisme Archived 2008年2月12日, at the Wayback Machine.」の記述を参照。2009年7月18日閲覧。